# Gaussova konstanta
Gaussova konstánta [gáusova ~] (oznaka G) je v matematiki konstanta, določena kot obratna vrednost aritmetično-geometrične sredine števila 1 in kvadratnega korena števila 2 (OEIS A014549):
{\displaystyle G={\frac {1}{\operatorname {M} (1,{\sqrt {2}})}}=0,8346268416740731862814297327990468\ldots \!\,.}
Imenuje se po Carlu Friedrichu Gaussu, ki je 30. maja 1799 odkril zvezo:
{\displaystyle G={\frac {2}{\pi }}\int _{0}^{1}{\frac {\mathrm {d} x}{\sqrt {1-x^{4}}}}\!\,,}
tako, da je:
{\displaystyle G={\frac {1}{2\pi }}\operatorname {\mathrm {B} } \left({\tfrac {1}{4}},{\tfrac {1}{2}}\right)\!\,,}
kjer je {\displaystyle \mathrm {B} \,} funkcija Β.
Gaussove konstante se ne sme zamenjevati z Gaussovo gravitacijsko konstanto.

## Povezava z drugimi konstantami
Z Gaussovo konstanto se lahko izrazi funkcijo Γ za argument 1/4:
{\displaystyle \operatorname {\Gamma } \left({\tfrac {1}{4}}\right)={\sqrt {2G{\sqrt {2\pi ^{3}}}}}\!\,.}
Ker sta π in Γ(1/4) algebrsko neodvisna, kjer je Γ(1/4) iracionalno število, je Gaussova konstanta transcendentna. Transcendentnost Gaussove konstante je leta 1937 dokazal Theodor Schneider.

### Lemniskatini konstanti
S pomočjo Gaussove konstante se lahko določi lemniskatini konstanti:
{\displaystyle L_{1}=\pi G={\frac {\pi }{M}}\!\,,}
{\displaystyle L_{2}\,\,=\,\,{\frac {1}{2G}}={\frac {M}{2}}\!\,,}
ki se pojavljata pri določevanju dolžine loka (Bernoullijeve) lemniskate. Tu je M obratna vrednost Gaussove konstante (OEIS A053004):
{\displaystyle M={\frac {1}{G}}=1,1981402347355922074399224922803238\!\,.}
Gauss je izvirno obravnaval prvo lemniskatino konstanto {\displaystyle L_{1}\,} in jo označeval z ϖ, po analogiji z vrednostima integralov:
{\displaystyle \varpi \equiv L_{1}=2\int _{0}^{1}{\frac {\mathrm {d} x}{\sqrt {1-x^{4}}}}=2,6220575542921198104648395898911194\ldots \!\,,} (OEIS A062539),
{\displaystyle \pi =2\int _{0}^{1}{\frac {\mathrm {d} x}{\sqrt {1-x^{2}}}}\!\,.}
Algebrsko neodvisnost {\displaystyle \operatorname {\Gamma } (1/4)\,} in {\displaystyle G\,} od {\displaystyle \pi \,} je leta 1975 pokazal Gregory Chudnovsky.

## Druge formule
Formula za G z Jacobijevo funkcijo ϑ je:
{\displaystyle G=\vartheta _{01}^{2}(e^{-\pi })\!\,,}
ter tudi s hitro konvergentno neskončno vrsto:
{\displaystyle G={\sqrt[{4}]{32}}\,e^{-{\frac {\pi }{3}}}\left(\sum _{n=-\infty }^{\infty }(-1)^{n}e^{-2n\pi (3n+1)}\right)^{2}\!\,.}
Gaussova konstanta je podana tudi z neskončnim produktom:
{\displaystyle G=\prod _{m=1}^{\infty }\tanh ^{2}{\frac {\pi m}{2}}\!\,.}
Pojavi se pri izračunavanju integralov:
{\displaystyle {\frac {1}{G}}=\int _{0}^{\pi /2}{\sqrt {\sin x}}\,\mathrm {d} x=\int _{0}^{\pi /2}{\sqrt {\cos x}}\,\mathrm {d} x\!\,,}
{\displaystyle G=\int _{0}^{\infty }{\frac {\mathrm {d} x}{\sqrt {\cosh \pi x}}}\!\,.}
Neskončni verižni ulomek Gaussove konstante je (OEIS A053002):
{\displaystyle G=[0;1,5,21,3,4,14,1,1,1,1,1,3,1,15,1,3,8,36,1,\cdots ]\!\,.}
Ker Gaussova konstanta G ni kvadratno iracionalno število, njen verižni ulomek ni periodičen.